# Le Secret de Sarah Tombelaine
Pour plus de détails, voir Fiche technique et Distribution.
Le Secret de Sarah Tombelaine est un film français réalisé par Daniel Lacambre, sorti en 1991.

## Fiche technique
- Titre français : Le Secret de Sarah Tombelaine
- Réalisation : Daniel Lacambre
- Scénario : Daniel Lacambre, Claude Gilbert et Tim Holm
- Pays d'origine :  France
- Date de sortie : 1991

## Distribution
- Irène Jacob : Sarah
- Marc de Jonge : Kerguen
- Harry Cleven : John
- François Caron : David
- Rémy Roubakha : Robert
- Jenny Alpha : Jeanne
- Gabriel Cattand : Bourjois
- Jean Markale : le prêtre
- Jean-Paul Roussillon : Emile
- Marie Bunel (voix)
- Jean-Pierre Rambal (voix)